# Simon Shaw
Pour les articles homonymes, voir Shaw et Simon Shaw (homonymie).

a Compétitions nationales et continentales officielles uniquement.

b Matchs officiels uniquement.
Simon Shaw, né le 1er septembre 1973 à Nairobi (Kenya), est un joueur de rugby à XV anglais. Évoluant au poste de deuxième ligne, il joue en équipe d'Angleterre entre 1996 et 2011, obtenant 71 capes et les Lions britanniques et irlandais, sélection avec laquelle il participe à trois tournées et dispute deux tests. En clubs, il évolue avec le Bristol Rugby, les London Wasps avant de finir sa carrière au RC Toulon.

## Carrière

### En club
- De 1990 à 1997 : Bristol Rugby  Angleterre
- De 1997 à novembre 2011 : London Wasps  Angleterre
- De novembre 2011 à mai 2013[1] : RC Toulon  France

### En équipe nationale
Simon Shaw obtient 71 capes avec l'équipe d'Angleterre. Il honore sa première sélection internationale en équipe d'Angleterre le 23 novembre 1996 contre l'équipe d'Italie il dispute la Coupe du monde de rugby 2007 ou il perd en finale avec sa sélection. Il dispute son dernier match avec le XV de la rose le 8 octobre 2011 contre la France lors du 1/4 de finale de la Coupe du monde de rugby 2011
Il participe à trois tournées des Lions britanniques et irlandais, en 1997 en Afrique du Sud, où il dispute sept matchs et inscrit deux essais, en 2005 en Nouvelle-Zélande, où il dispute six rencontres, et en 2009, de nouveau en Afrique du Sud, où il joue sept matchs dont deux tests face aux Springboks. Au total, il dispute quatorze rencontres, dont deux tests, et inscrit dix points.

## Palmarès

### En club
- Champion d'Angleterre : 2003, 2004, 2005, 2008
- Vainqueur de la coupe d'Europe : 2004, 2007, 2013
- Vainqueur du challenge européen : 2003
- Vainqueur de la coupe d'Angleterre : 1999, 2000
- Finaliste du Championnat de France en 2012

### En équipe nationale
- 71 sélections en équipe d'Angleterre
- 2 essais (10 points)
- Tournois des cinq/six nations disputés : 1997, 2000, 2001, 2003, 2004, 2006, 2007, 2008, 2009, 2010, 2011.
- Grand chelem : 2003
- Vainqueur du Tournoi des Six Nations : 2000, 2001, 2011
- vice-champion du monde en 2007
- Triples Couronnes en 1997, 1998 et 2003
- Calcutta Cup en 1997, 2001, 2003, 2004, 2007, 2009, 2010 et 2011
- Millennium Trophy en 1997, 2000, 2003 et 2008
- Trophée Eurostar en 2000, 2001, 2003, 2007, 2008, 2009, 2011
- Équipe d'Angleterre -21 ans